# Anne-Marie-Françoise de Mailly
Anne-Marie-Françoise de Mailly, född 1670, död 1734, var en fransk hovfunktionär. Hon var dame d'atours till Frankrikes drottning Marie Leszczyńska från 1725 till 1731.
Hon var dotter till Hélie de Sainte-Hermine, seigneur de La Laigne et du Roseau, och Anne-Madeleine de Valois de Villette, och gifte sig 1687 med Louis de Mailly (1663-1699). Hon utsågs till dame d'atours 1725. Hon avgick när kungen införde en ny regel om företräde för adliga titlars rang framför ämbetstitlar, vilket gjorde att hon som grevinna skulle hamna under kvinnor med hertiginnetitlar trots att hon hade ett ämbete som stod högre. Hon rekommenderade sin dotter Françoise de Mazarin, som var hertiginna, till sin efterträdare. 